# Kadoškinskij rajon
Il Kadoškinskij rajon (in russo Кадошкинский район?) è un municipal'nyj rajon della Repubblica Autonoma di Mordovia, nella Russia europea.